# Shine (projeto)
Shine foi um projeto musical sueco de bubblegum dance formado por volta do ano 2000 pelos produtores Guran Florén e Teddy Gustavsson (que na época eram os dois membros da banda de bubblegum Yummie) e a cantora Carola Bernhav, que tinha 18 anos naquela época. Este projeto é mais conhecida pela canção "Loverboy/I Do What I Like" que teve ótimo desempenho no Japão. Desde o início, o projeto visava ser comercializado como um projeto popular de bubblegum dance na mesma linha que Aqua, Toy Box e Miss Papaya. Muitas pessoas que ouviram a música de Shine concordaram que os vocais de Carola eram muito semelhantes com os vocais da Lene Nystrøm do Aqua.

## Discografia
Singles
- "Loverboy/I Do What I Like" (2000)

## Faixas gravadas
Durante as sessões de gravação, shine gravou muitas músicas. Abaixo estão os títulos confirmados em seu site oficial.
- "Smile"
- "Go Go Dance"